# Émile Augier

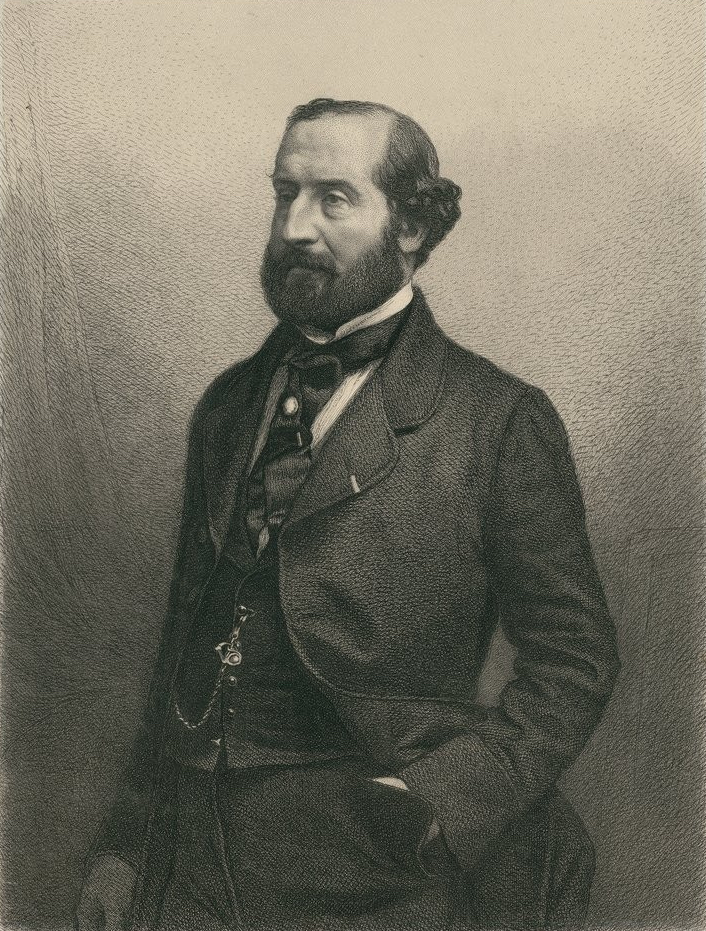
Émile Augier.

Guillaume Victor Émile Augier (Valence, 17 de septiembre de 1820 – Croissy-sur-Seine, 25 de octubre de 1889), poeta, dramaturgo y escritor francés.

## Biografía
Sobrino del novelista Guillaume Pigault-Lebrun, Émile Augier nació en Valence en un ambiente de burguesía biempensante. Recibió una educación esmerada y, cuando la familia se estableció en París en 1828, estudió brillantemente en el Lycée Henri-IV (donde tuvo como compañero de cursos al duque de Aumale), y luego en la facultad de derecho. De hecho, en un principio, pensó dedicarse a la abogacía, comenzando al mismo tiempo esbozos de textos teatrales. En 1844 su drama La ciguë, rechazado por la Comédie-Française, consiguió un enorme éxito en el Teatro del Odeón.
Este debut lanzó su carrera dramática, que desde entonces estuvo llena de grandes éxitos: L'Aventurière (1848) y Gabrielle (1850), escritas en verso, luego Le Gendre de M. Poirier (1854), Le leonesse povere (1858) y Les Effrontés (1861), escritas en prosa.
En 1857 fue elegido Académico de Francia. En 1862, Les Fils de Giboyer, que ataca al clericalismo, pudo ser representada solo gracias a la intervención personal de Napoleón III. Su última comedia, Les Fourchambault, fue representada en 1879.
Un monumento imponente, que representaba a Émile Augier a seis metros de altura sobre un pedestal de piedra circundado por musas, se inauguró en Valence en 1897. Fue destruido en 1942, durante la Segunda Guerra Mundial, cuando el metal que constituía las estatuas fue incautado por los ocupantes alemanes.

## Obras
- Gabrielle (en verso).
- Le Mariage d’Olympe .
- Ceinture dorée.
- Les Hommes pauvres.
- Un beau Mariage.
- Maître Guérin.
- Madame Caverlet.
- Les Fourchambault.

Sus preocupaciones sociales y políticas se notan en particular en Le Gendre de Monsieur Poirier, su mayor éxito, Les Effrontés, Le Fils de Giboyer, Lions et Renards, La Pierre de touche, La Contagion, Paul Forestier y Jean de Thommeray.

## Condecoraciones
- Gran oficial de la Legión de Honor.